# Космос-856
Спутник Космос-856 являлся спутником оптической разведки (тип «Зенит-2М») в интересах Министерства обороны СССР, однако дополнительно с основной аппаратурой спутника на нём были установлены приборы для наблюдения неба в рентгеновском и гамма диапазонах энергий. Спутник находился на орбите до 5 октября 1976 года. Общее время работы научной аппаратуры спутника — 265 часов.

## Инструменты и основные результаты
Основными научными инструментами на борту спутника Космос-856 (и аналогичного ему спутника Космос-914) были сцинтилляционный спектрометр, регистрирующие жёсткие рентгеновские лучи в области энергий 20-320 кэВ и сцинтилляционно-черенковский спектрометр ГГ-2М, предназначенный для измерения гамма излучения в области энергий 100-4000 МэВ.
Сцинтилляционные спектрометры представляли собой комбинированные детекторы рентгеновского излучения из кристаллов NaI(Tl) и CsI(Tl). Кристалл NaI(Tl) предназначался для регистрации жесткого рентгеновского излучения, кристалл CsI(Tl) — для системы антисовпадений. Благодаря такой конструкции инструмента фоновая скорость счета его детекторов была уменьшена более чем на порядок относительно NaI(Tl) детекторов на спутнике Космос-428. Поле зрения инструмента ограничивалось трехслойным (свинец 1 мм, железо 0.1 мм, олово 0.1мм) коллиматором, задающим треугольную форму кривой пропускания инструмента. Коллиматор создавал поле зрения размером 3х3 градуса квадратной формы. Всего было установлено два отдельных детектора, оси которых были разведены друг от друга на расстояние около 1.5 градуса. Данные с фотоумножителей затем проходили через шестиканальный анализатор, формирующий скорости счета событий в диапазонах от 30 до 320 кэВ.
Принцип работы телескопа ГГ-2М следующий. Гамма кванты в свинцовом конверторе образуют электроны и позитроны, которые, проходя через систему детекторов и антицопадательных сцинтилляторов, создают электрон-фотонные каскады в сцинтилляционном калориметре. Суммарные ионизационные потери электронов каскада в сцинтилляторе позволяют оценить энергию первичного гамма-кванта.
Гамма телескоп ГГ-2М калибровался как на мю-мезонах космических лучей, так и на ускорителе на пучках электронов с энергиями от 100 до 550 МэВ. Расчетные характеристики детектора согласовывались с результатами калибровочных измерений. Поле зрения телескопа — около 30 градусов. Геометрические факторы (грасп) инструмента на энергиях 100, 178, 315 и 560 МэВ — 13.4, 19, 23.6 и 24.9 кв.см*стер соответственно.
Основным результатом работы гамма телескопа стали надежные измерения космического гамма фона в диапазоне энергий 100-4000 МэВ  , впервые на спутниках серии Космос (ранее научная аппаратура спутников в серии Космос позволяла получать лишь верхние пределы на поверхностную яркость фона, см. например Космос-264).
Сцинтилляционный спектрометр жестких рентгеновских лучей (20-320 кэВ) провел ряд наблюдений . Среди которых важным стало отсутствие регистрации всплесков жесткого рентгеновского излучения, аналогичным тем, которые были заявлены по результатам наблюдений на спутнике Космос-428 , что косвенно указывает на возможные проблемы с энергетическими калибровками инструмента на Космосе-428. Однако область неба, просканированная инструментами на спутнике Космос-856 не совпадает с областью, осмотренной инструментами Космос-428.

## Другие научные эксперименты на спутниках серии Космос
- Космос-60
- Космос-135
- Космос-163
- Космос-208
- Космос-251
- Космос-264
- Космос-428
- Космос-461
- Космос-914